# Seuneubok Johan
Seuneubok Johan is een bestuurslaag in het regentschap Aceh Timur van de provincie Atjeh, Indonesië. Seuneubok Johan telt 404 inwoners (volkstelling 2010).